# 12262 Nishio
12262 Nishio è un asteroide della fascia principale. Scoperto nel 1989, presenta un'orbita caratterizzata da un semiasse maggiore pari a 2,7772608 UA e da un'eccentricità di 0,1382267, inclinata di 5,44699° rispetto all'eclittica.